# Hypericum richeri
Espèce
Classification APG III (2009)
Le Millepertuis de Richer (Hypericum richeri) est une espèce de plantes à fleurs de la famille des Hypéricacées selon la classification phylogénétique APG III (2009) et du genre Hypericum.

## Caractéristiques

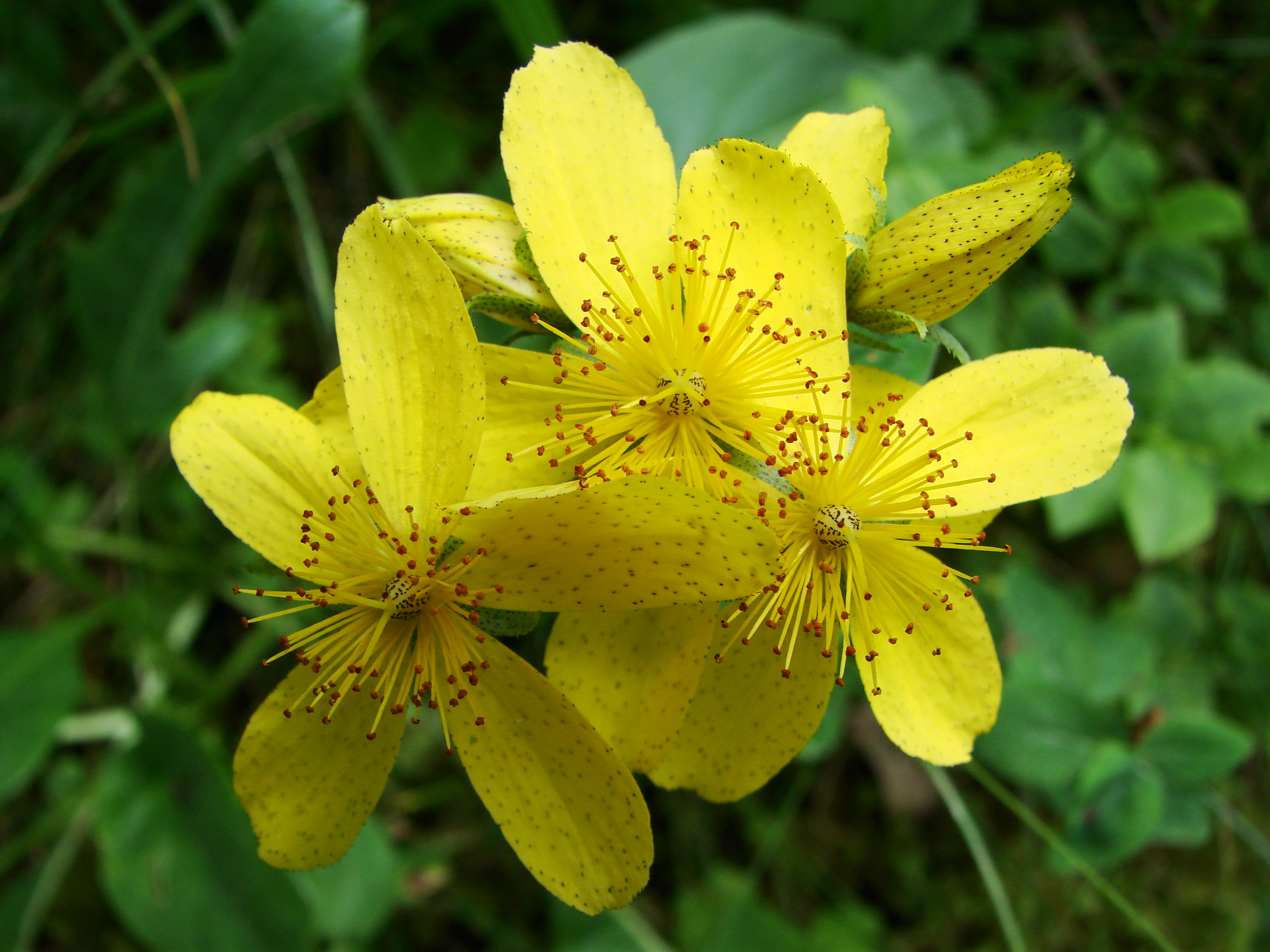
Fleurs.

Les fleurs sont jaunes tachetées et apparaissent en été. Voici la description de la plante par Hippolyte Coste : « Plante glabre, à souche ligneuse ; tiges de 20-40 cm, cylindriques, raides, dressées ou ascendantes ; feuilles demi-embrassantes, ovales-lancéolées, bordées de points noirs, non ou à peine ponctuées-transparentes ; fleurs jaunes, grandes, en corymbe pauciflore assez dense ; sépales lancéolés-acuminés, ponctués de noir, bordés de longues franges en massue ; pétales 3 fois plus longs que le calice, ponctués de noir ; étamines plus courtes que les pétales ; capsule ovoïde, dépassant peu le calice, ponctuée de noir, sans bandelettes. »
La plante vit dans les pâturages et les bois de haute montagne comme le Jura, les Alpes, les Pyrénées (montagnes d'Europe centrale et méridionale).

## Sous-espèces
- Hypericum richeri subsp. burseri appelée Millepertuis de Burser
- Hypericum richeri subsp. richeri appelée Millepertuis de Richer

## Statut de protection
En France, l'espèce est sur la liste des espèces végétales protégées en Auvergne et sur celle de Franche-Comté.
En Suisse, elle figure sur la liste rouge des plantes.